# McLeansboro, Illinois
McLeansboro là một thành phố thuộc quận Hamilton, tiểu bang Illinois, Hoa Kỳ. Năm 2010, dân số của thành phố này là 2883 người.

## Dân số
Dân số qua các năm:
- Năm 2000: 2945 người.
- Năm 2010: 2883 người.